# Пузя
Пузя — река в России, протекает главным образом в Сернурском районе Республике Марий Эл, устье и заключительные несколько сот метров течения находятся в Лебяжском районе Кировской области. Устье реки находится в 19 км по левому берегу реки Лаж. Длина реки составляет 12 км.
Исток реки у деревни Шарнино. Река течёт на восток, впадает в Лаж у села Шои.

## Данные водного реестра
По данным государственного водного реестра России относится к Камскому бассейновому округу, водохозяйственный участок реки — Вятка от города Котельнич до водомерного поста посёлка городского типа Аркуль, речной подбассейн реки — Вятка. Речной бассейн реки — Кама.
Код объекта в государственном водном реестре — 10010300412111100037488.